# NGC 4696

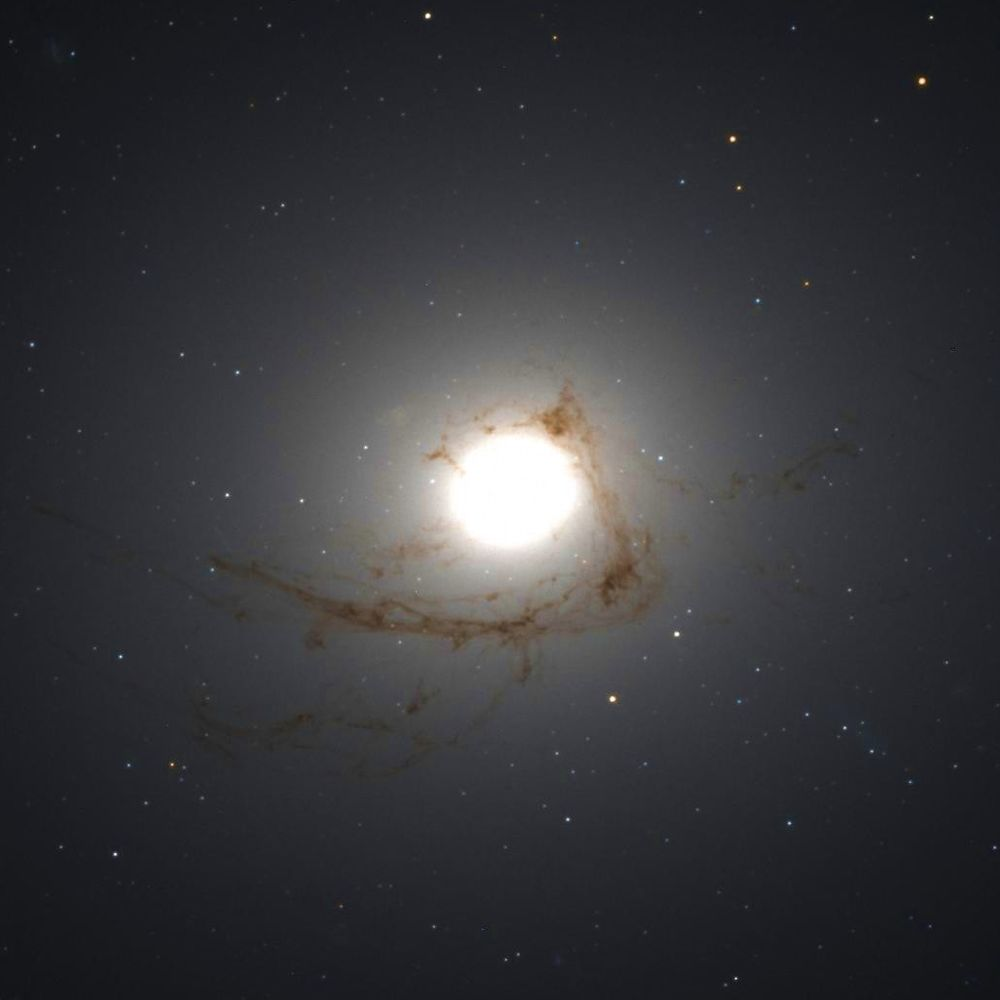
NGC 4696 в телескоп Хаббла

NGC 4696 (другие обозначения — ESO 322-91, MCG −7-26-51, AM 1246—410, DRCG 56-39, DCL 242, PGC 43296) — галактика в созвездии Центавр. Расположена в 150 миллионах световых лет от Земли. Это самая яркая галактика в скоплении Центавра. Галактика окружена множеством карликовых эллиптических галактик.
Этот объект входит в число перечисленных в оригинальной редакции «Нового общего каталога».